# 風林火山 (1969年のテレビドラマ)
- ナショナルゴールデン劇場 > 風林火山 (1969年のテレビドラマ)
- 風林火山 (小説) > 風林火山 (1969年のテレビドラマ)

「風林火山」（ふうりんかざん）は、NETテレビ（現・テレビ朝日）の「ナショナルゴールデン劇場」枠で1969年1月30日か同年3月6日まで放映されたテレビドラマ（時代劇）。NETテレビ開局10周年記念として制作された。井上靖の小説『風林火山』を原作としてテレビドラマにしたもの。なお武田信玄役で出演している緒形拳は同年に公開された『風林火山』にも違う役で出演している。
テレビドラマは、1959年にNETテレビに原保美主演でテレビドラマ化されていて、今作品は2度目である。第６回放送批評家賞（ギャラクシー賞）受賞（NET）対象作品。

## スタッフ
- 企画：逸見稔 （クレジット表示未確認）
- 原作：井上靖『風林火山』
- 脚本：稲垣俊
- 音楽：山本直純
- 演出：大村哲夫、奈良井仁一

## キャスト
- 山本勘助：東野英治郎
- 武田信玄：緒形拳
- 由布姫：栗原小巻
- 高橋幸治
- 夏川かほる
- 梓英子

| NET系列 ナショナルゴールデン劇場 | NET系列 ナショナルゴールデン劇場 | NET系列 ナショナルゴールデン劇場 |
| 前番組                           | 番組名                           | 次番組                           |
| -------------------------------- | -------------------------------- | -------------------------------- |
| 罪な女                           | 風林火山                         | 恋ごころ                         |